# Communauté de communes du Junivillois
La communauté de communes du Junivillois est une ancienne communauté de communes française, située dans le département des Ardennes en région Champagne-Ardenne.

## Composition
Elle est composée des communes suivantes :
| Nom                         | Code Insee | Gentilé         | Superficie (km2) | Population (dernière pop. légale) | Densité (hab./km2) |
| --------------------------- | ---------- | --------------- | ---------------- | --------------------------------- | ------------------ |
| Juniville (siège)           | 08239      | Junivillois     | 26,20            | 1 206 (2014)                      | 46                 |
| Alincourt                   | 08005      | Alincourtois    | 8,62             | 144 (2014)                        | 17                 |
| Annelles                    | 08014      | Annellois       | 12,31            | 136 (2014)                        | 11                 |
| Aussonce                    | 08032      | Alsontains      | 19,14            | 207 (2014)                        | 11                 |
| Bergnicourt                 | 08060      | Bergnicourtois  | 8,16             | 276 (2014)                        | 34                 |
| Bignicourt                  | 08066      | Bignicourtois   | 8,62             | 68 (2014)                         | 7,9                |
| La Neuville-en-Tourne-à-Fuy | 08320      | Neuvillois      | 27,34            | 569 (2014)                        | 21                 |
| Le Châtelet-sur-Retourne    | 08111      |                 | 9,94             | 765 (2014)                        | 77                 |
| Ménil-Annelles              | 08286      | Ménil-Annellois | 9,15             | 97 (2014)                         | 11                 |
| Ménil-Lépinois              | 08287      |                 | 18,01            | 138 (2014)                        | 7,7                |
| Neuflize                    | 08314      |                 | 13,78            | 767 (2014)                        | 56                 |
| Perthes                     | 08339      | Perthois        | 23,41            | 301 (2014)                        | 13                 |
| Saint-Remy-le-Petit         | 08397      |                 | 7,50             | 49 (2014)                         | 6,5                |
| Tagnon                      | 08435      | Tagnonnais      | 23,97            | 879 (2014)                        | 37                 |
| Ville-sur-Retourne          | 08484      | Villageois      | 9,56             | 77 (2014)                         | 8,1                |